# Kędzierzyn

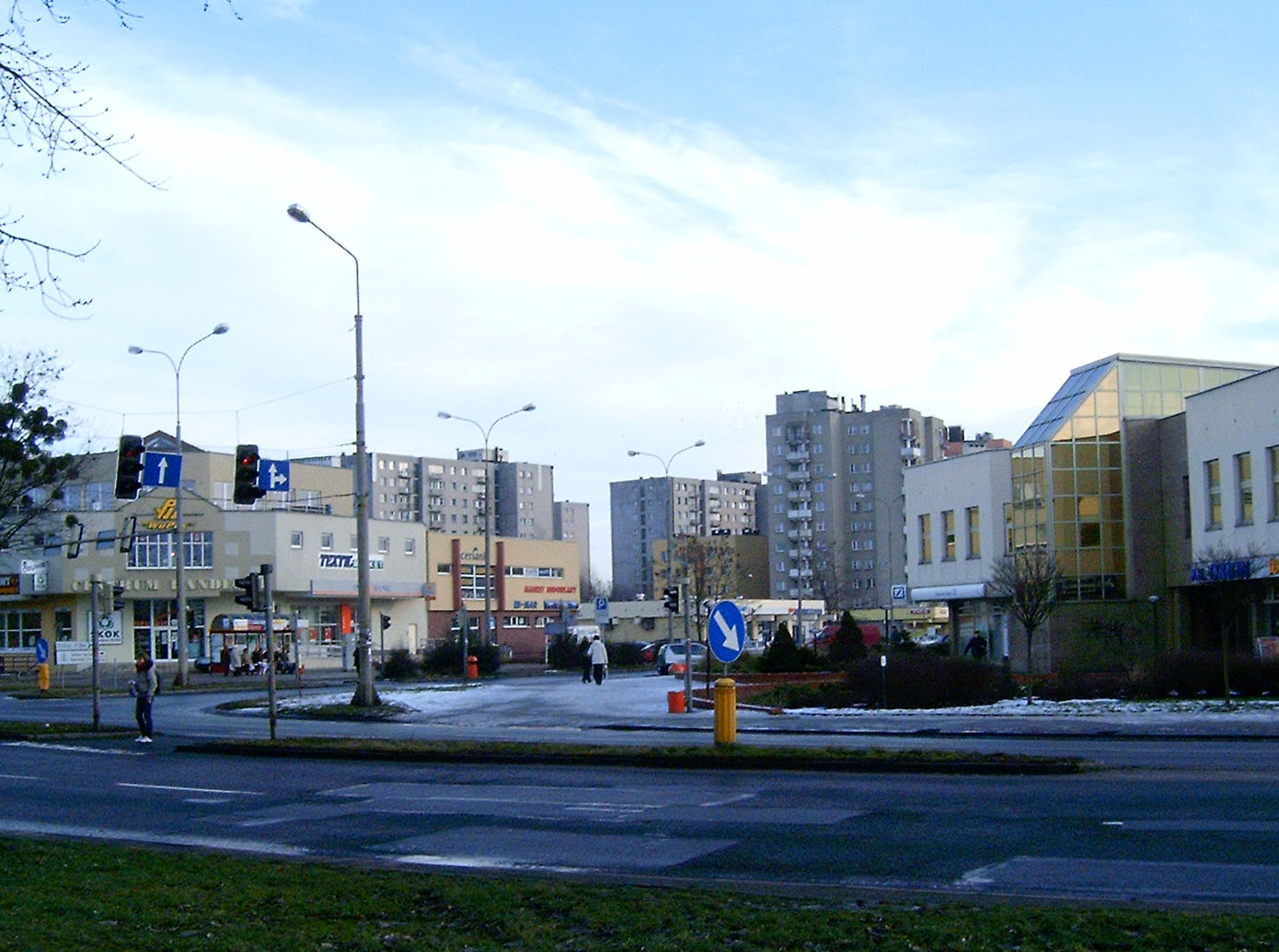
Aleja Jana Pawła II in Kędzierzyn

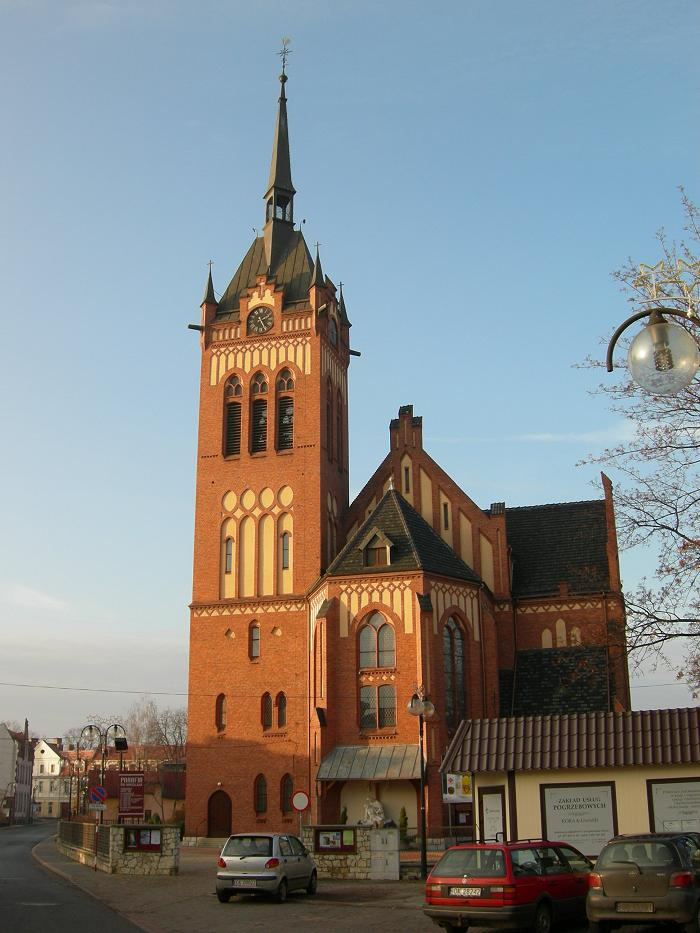
Pfarrkirche St. Nikolaus

Kędzierzyn [ˈkεɲʣεʒɨn] (deutsch Kandrzin, bis 1929 Kandrzin-Pogorzelletz, 1934–1945 Heydebreck O.S.) ist ein Stadtteil der Stadt Kędzierzyn-Koźle (Powiat Kędzierzyńsko-Kozielski) in der Woiwodschaft Opole, Polen. Die zuvor eigenständige Industriestadt verschmolz 1975 mit weiteren am rechten Oderufer und der Klodnitz gelegenen Industriestädten und der links der Oder befindlichen historischen Stadt Koźle (Cosel) zu einer Stadt Kędzierzyn-Koźle.
Kędzierzyn liegt am linken Ufer der Klodnitz 5 km vor ihrer Mündung in die Oder.

## Geschichte
Das Dorf Kandrzin wurde im Jahre 1283 erstmals erwähnt. Im 19. Jahrhundert entwickelte sich der Ort zu einem Industriezentrum. Mit der Fertigstellung des Klodnitzkanals im Jahre 1812 entstand an der zweiten und dritten Schleuse des Kanals der Umschlagplatz für die Holz-Flößerei aus den riesigen Waldgebieten, die sich fast über das gesamte Terrain rechts der Oder und links der Klodnitz zwischen Cosel, Gleiwitz, Rybnik und Ratibor erstreckten, sowohl zum Bedarf der oberschlesischen Steinkohlen- und Erzbergwerke an Grubenholz als auch der Verschiffung auf der Oder.
Mit dem Bau der Oberschlesischen Eisenbahn (Breslau–Gleiwitz–Myslowitz, 1842–1847) und der Wilhelmsbahn von Kandrzin nach Ratibor, die 1848 Anschluss an die Kaiser-Ferdinands-Nordbahn nach Wien erhielt,  wurde der zunächst nach der Nachbarstadt Kosel benannte Bahnhof in Kandrzin einer der wichtigsten Eisenbahnknotenpunkte Europas; Zunächst führte die einzige, länger noch die kürzeste Verbindung von Berlin nach Wien hier durch, bis 1851 die einzige von Dresden nach Wien, bis 1856 die einzige von Warschau nach Wien und bis 1862 die einzige von Berlin nach Warschau. 
Mit der Zeit kamen zu den Fernstrecken mehrere Nebenstrecken, so 1861 der Anschluss des Klodnitzkanalhafens, 1876 die Strecken von Kandrzin nach Neustadt O.S. und Neisse, 1898 (nach anderen Quellen 1908) nach Bauerwitz und 1938 nach Groß Strehlitz und Kreuzburg O.S.
In den Jahren 1913–1916 erfolgte der Neubau der Bahnhofes Kandrzin mit Erweiterung um einen heute weitgehend stillgelegten Rangierbahnhof, dabei entstand eine große Eisenbahnsiedlung. Das bemerkenswerte, große Reiterstellwerk von 1920 ist bis heute erhalten.
Während des von Wojciech Korfanty organisierten Dritten Polnischen Aufstandes nach der Volksabstimmung über die weitere staatliche Zugehörigkeit Oberschlesiens am 20. März 1921 war Kandrzin, das 12 km südlich des St. Annaberges liegt, Schauplatz schwerer Kämpfe zwischen deutschen Freikorps und polnischen Insurgenten. Bei der Volksabstimmung selbst hatten in Kandrzin-Pogorzelletz 1974 Personen für den Verbleib bei Deutschland und 393 für die Angliederung an Polen gestimmt. Kandrzin-Pogorzelletz verblieb beim Deutschen Reich.
Ab 1929 führte der inzwischen mit dem Nachbardorf Pogorzelletz zu einer Gemeinde Kandrzin-Pogorzelletz verschmolzene Ort nur noch die Bezeichnung Kandrzin.
Ab 1933 führten die neuen nationalsozialistischen Machthaber groß angelegte Umbenennungen von Ortsnamen slawischen Ursprungs durch. Am 16. März 1934 wurde die Gemeinde in Heydebreck O.S. umbenannt; Namensgeber war der Freikorpsführer und späteres NSDAP-Mitglied sowie Gründer der oberschlesischen SA Peter von Heydebreck. Er war in den Kämpfen um den St. Annaberg von 1921 erfolgreich gewesen und hatte Kandrzin von polnischen Insurgenten zurückerobert. Heydebreck wurde am 30. Juni 1934 im Rahmen des sogenannten Röhm-Putsches festgenommen und erschossen; die Gemeinde führte seinen Namen jedoch bis 1945.
Ab 1940 ließen die IG Farben in der Gemeinde das Hydrierwerk Heydebreck erbauen, zu dem die Arbeitslager Blechhammer gehörten. 1944 fanden mehrere Luftangriffe der USAAF auf den Ort statt, das Werk blieb jedoch zum größten Teil unzerstört und wurde nach dem Krieg von den Sowjets vollständig demontiert.
Nach 1945 erhielt die Gemeinde den Namen Kędzierzyn. Der Wiederaufbau der Chemieindustrie erfolgte ab 1948, im Stickstoffkombinat Kędzierzyn arbeiteten 1960 11.600 Arbeiter und Angestellte, 1967 waren es 9.000. Zwischen 1964 und 1970 wurde das Werk, das der größte Hersteller von Stickstoffdüngemitteln Polens ist, über einen 7 km langen Kanal direkt mit dem Gleiwitzer Kanal verbunden.
Die Industriegemeinde Kędzierzyn besaß seit 1951 Stadtrecht. Das Wappen wies mit der Darstellung eines Kolbens auf die Bedeutung der chemischen Industrie hin. Kędzierzyn ist Sitz einer Filiale des Polytechnikums Gliwice.

## Einwohnerzahlen
1783:  166 Einwohner 
 
1825:  366 

1885: 1.225 

1905: 3.047 

1939: 6.331 

1961: 21.747 (Erweiterung der Fläche auf 37,34 km²) 

1970: 34.200

## Persönlichkeiten

### Söhne und Töchter der Stadt
- Gerhart Baron (* 7. Mai 1904, † 7. März 1978 in Linz), deutscher Schriftsteller
- Klara Grüger (* 16. Juli 1912; † 8. Mai 1999 in Berlin), deutsche Gerechte unter den Völkern
- Gerty Soltau (* 5. Januar 1913; † 19. September 1990 in Berlin), deutsche Schauspielerin
- Gerhard Markwald (* 12. März 1925; † 1990), deutscher Bildhauer
- Roswitha Grüttner (* 10. Oktober 1939), deutsche Malerin und Grafikerin
- Barbara Kühl (* 28. November 1939), deutsche Schriftstellerin
- Peter Pahlberg (* 14. Februar 1940), deutscher Schriftsteller
- Ralf Bergen (* 11. November 1940), deutscher Politiker (CDU), Mitglied der Bremischen Bürgerschaft
- Ulrich Hachulla (* 30. Mai 1943), deutscher Maler und Grafiker
- Nik Ebert (* 1954), deutscher Karikaturist
- Robert Węgrzyn (* 15. September 1968), polnischer Politiker (Platforma Obywatelska)